# Sesvetski Kraljevec
Sesvetski Kraljevec Szeszvete városnegyed része, 1991 előtt Zágráb fővároshoz tartozó önálló település Horvátországban. Közigazgatásilag a fővároshoz tartozik.

## Fekvése
Zágráb városközpontjától 17 km-re keletre, a városból Vrbovecre és Belovárra menő régi út mentén fekszik. A városrészen áthalad a vasút és déli határában az autópálya is. Északról erdő határolja. Területe túlnyomórészt sík, különösen a déli rész, míg az északi, erdős rész felé a terep kissé magasodik és dombos területben végződik.

## Története
Sesvetski Kraljevec első írásos említése 1275-ben történt, amikor László király a környező falvakkal (Cerje, Dumovec és Kobiljak) együtt elvette a nemesektől, és a zágrábi polgároknak, a Gradecnek adta. Kraljevec a Gradec birtoka maradt 1434-ig, amikor Zsigmond király a környező falvakkal együtt a zágrábi püspöknek, azaz a Kaptolnak adta. Így több, mint ötszáz évig Kraljevec a Zágráb Kaptol kanonokjainak uralma alatt maradt. A Kaptolhoz tartozó falvak elsősorban Zágrábtól keletre és a Száva folyó mentén húzódtak. Egy stibrariusnak, illetve decanusnak nevezett kanonok igazgatta és adóztatta őket. Az ő elnevezése után az általa igazgatott összes régi birtokot idővel „štibrenski selima”nak (a stibrarius falvainak) nevezték, a rajtuk lévő jobbágyokat pedig „stibrenses”nek nevezték.
A 16. és a 17. században Štibren falvait sesvetska, nartska, kraljevečka és kosnićka néven falu jellegű községekre, illetve igazgatási egységekre osztották fel. A legtöbb jobbágyháztartás Sesvete és Kraljevo községekben volt. A török betörések és a környező területeken zajlott fosztogatások miatt a 16. század második felében Kaptol két községben is kisebb várakat épített. Ezek belső udvarán a jobbágyok menedékre leltek, amikor hír jött a szomszédos falvak és várak elleni török támadásokról. Az 1591-es nagy török betörés során a törökök áthatoltak a Monoszlótól Ivanicsig és Kőrös környékéig húzódó horvát védelmi rendszeren, egészen Božjakovina és Kraljevec környékéig. Eközben 26 erődítményt és mintegy száz falut elfoglaltak és felégettek. A božjakoveci kastélyt is bevették és felégették, de Kraljevec megvédte magát. Ezen érdemekért, valamint Sziszek védelme érdekében a Kaptol számos előnyt nyújtott a kraljevoi jobbágyoknak.
A 17. század elején azonban újabb terheket helyeztek a jobbágyok vállára. Le kellett kaszálniuk a Široko poljei rétet, gondozniuk kellett a közeli kaptoli szőlőket és meg kellett tanulniuk a tégla égetését az újonnan épített téglaégetőben. A jobbágyok ellenálltak ezeknek a kötelezettségeknek, és közeli Božjakovina ura, Zrínyi Miklós gróf is erre buzdította őket. Mivel az ő birtoka elpusztult a török inváziók során és jelentős számú jobbágy nélkül maradt, ezért megpróbált újakat csábítani, számtalan hasznot ígérve számukra. Ez nagyon sok elégedetlen kraljevo jobbágyot vonzott, így mintegy 70 ember fejezte ki azt az igényét, hogy a božjakovinai Zrínyi-birtokra települjön át. Kaptol viszont a jobbágyok távozását a folyó év összes adójának előzetes megfizetéséhez kötötte. Ez volt az oka az 1608-ban kitört az első Stibrenskai felkelésnek, mely a lázadás fő kezdeményezőinek a Kaptol téren történő kivégzésével ért véget. Később, a Kaptol urainak elviselhetetlen kizsákmányolása miatt a jobbágyok további két parasztlázadást robbantottak ki: a másodikat 1633-ban, a harmadikat pedig 1654-ben. Végül a Kaptol kanonokjai a királyi hadsereg segítségét kérték, amely szinte az egész Kraljevecet és a környező falvakat is felégette. A 18. század csendesebb időszakában a korábban fa palisszádokkal és várárokkal körülvett kraljevoi kastélyt teljesen átépítették. Védműveit nagyrészt eltávolították, magát a kastélyt pedig úgy átépítették, hogy a régi kastélynak csak egy kis (lakó) része maradt fenn. 1828-ban káptalan új kúriát építtetett a mai Ulica bedema ljubavi keleti oldalán, amelyet két évvel korábban a zágrábi Either György építész tervezett. Az épület boltíves alagsorral és földszinttel rendelkezik, a bejárati ajtó fölött pedig egy rozettás, kiemelkedő portál található. Belül a korai klasszicizmus számos részlete fedezhető fel.
A kúria megépítése után az utca keleti és nyugati oldala mentén különféle gazdasági épületekkel ellátott major alakul ki. A jobbágyság 1848-as eltörlése után a kraljevói emberek élete nem változott jelentősen jobb irányba, mert továbbra is függtek a korábbi hűbéruruktól, a Kaptoltól. Így a feudális elnyomás helyett a korai kapitalizmus szellemében arra kényszerültek, hogy kevés pénzért dolgozzanak és szolgálják a Kaptol tisztviselőit. A 20. század közepéig Kraljevecben csak a mai Željeznička és Ulica bedema ljubavi utcák voltak meg, melyeket a Kraljevo lakói Drakšinának és Stara vesnek hívtak. A gabona cséplését Kraljevec és környéke teljes területén a Kaptol birtokán található gőz cséplőgéppel végezték. A második világháború után a volt káptalani birtokon megalakult az „V. Bakarić” termelőszövetkezet, majd az ötvenes évek végén a szövetkezetet a Sesvetsko Sljeme vette át. Új istállók épültek és a gazdaság keleti irányba terjeszkedett. A "Sljemestočarstvo" nevű gazdaság a kilencvenes évek elejéig virágzott, majd 2007-ben, amikor a földjén megkezdték az "Iver" lakótelep építését gazdasági helyzete tovább romlott. A Zágráb - Dugo Selo vasút első pályáját 1870-ben építették, de a vonat 1925-ig nem állt meg Kraljevecben. Aztán épült a jelenlegi vasútállomás, amelynek hátsó részében szállások voltak a vasúti személyzet számára. A helyi plébániát 1971-ben alapították.

## Nevezetességei
A római katolikus plébániatemplomot 1990-ben építették.

## Kultúra
KUU Prigorec Sesvetski Kraljevec kulturális és művészeti egyesület.

## Oktatás
A településen általános iskola működik.

## Sport
Az NK Sesvetski Kraljevec labdarúgóklubot 1949-ben alapították. A csapat a Zágráb városi 1. ligában szerepel.

## Egyesületek
A DVD Sesvetski Kraljevec önkéntes tűzoltó egyesület 1939-ben alakult. A mai épületüket 1961-ben önkéntes munkával építették.

## Fordítás
Ez a szócikk részben vagy egészben  a   Sesvetski Kraljevec című horvát Wikipédia-szócikk ezen változatának fordításán alapul.  Az eredeti cikk szerkesztőit annak laptörténete sorolja fel. Ez a jelzés csupán a megfogalmazás eredetét és a szerzői jogokat jelzi, nem szolgál a cikkben szereplő információk forrásmegjelöléseként.